# بوتو (حيوان)
البوتو حيوان شجري صغير لورسي من رتبة الهباريات، من الرئيسيات الليلية يتوزع عبر أفريقيا الاستوائية ، سمي ببوتو نسبةً إلى الكلمة الأفريقية باتا (pata) وتعني القرد قصير الذيل. ويعرف أيضاً باسم «بوتو بوسيمان» في بعض الأماكن مثل إسبانيا.

## التواجد
يتوزع البوتو عبر حزام الغابات الاستوائية الممتد في غرب ووسط وشرق أفريقيا، فهي تعيش في نطاق سيراليون والجنوب الشرقي لغينيا والجنوب الغربي لكينيا، في المرتفعات من 600م إلى 2300م، مع تجمعات منعزلة في شرق الوادي المتصدع.

## الموطن
عثر على البوتو في مناطق الغابات المطرية ذات الغطاء النباتى الكثيف، وتعيش أيضاً في مجموعة متنوعة من الموائل من المناطق الساحلية والسهول المنخفضة إلى الغابات متوسطة الأرتفاع، وباستطاعتها العيش في الغابات الأولية والغابات الثانوية. فهي تشغل الغابات التي على أرتفاع 2089 م عن مستوى سطح البحر.وتوجد البوتو عادة على الأشجار في أرتفاعات من 5 إلى 30 م.

## الوصف الخارجي

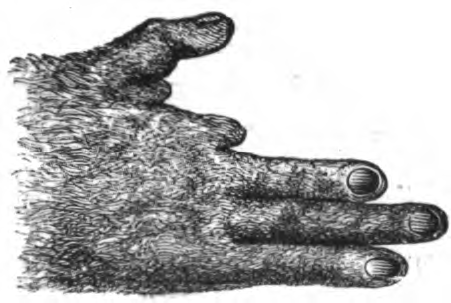
يد بوتو

البوتو حيد الشكل الجنسي أي الذكر والأنثى متشابهين في الشكل الخارجي، ضامر الجسد، أطرافه الأمامية والخلفية متساوية في الطول تقريباً، عيناه كبيرتان، أذنه صغيرة ومستديرة تفتقر إلى الفراء، يغطي جسده الفرو الكثيف الذي يتغير في الظل من اللون البني إلى الرمادي. كما أن لديها الصفات الشكلية الموجودة في الهباريات، مثل الأنف الرطبة والأنياب والمخالب. ولكن بعكس الهبارياتات فمخالب البوتو مشحوذة، وإصبع السبابة لدى البوتو كما موضح في الصورة أثاري أي لا وظيفي، وقد أدى ضمور إصبع السبابة في اليدين والقدمين وتباعد إصبع الإبهام إلى خلق قبضة تساعده على تحركه الشجري، ولتكيف القبضة مع فترات تحركه الشجري الطويلة لتضمن درجة عالية من المرونة في المعصم ومفصل الكاحل، بالإضافة إلى وجود حزم وعائية في الأوعية الدموية في الأطراف والتي تسمح بسريان الدم إلى تقلص العضلات بينما يكون هو في حالة سكون. وتمتلك أيضاً درع كتفي من العظام الممدود في الفقرة العنقية

## السلوك
البوتو حيوان إنعزالى أي يعيش منفرداً بعيداً عن أبناء جنسه بإستثناء الأناث مع صغارها وهو أيضاً حيوان ليلى أي ينشط أثناء الليل.
تدافع الأناث والذكور على حد سواء عن نطاق واسع من مناطق إقامتها، بما يضمن لها فرص أكبر لتوفير كميات كبيرة من الأطعمة، وتكون نطاقات منازل الأناث على أتساع كبير لتربية أبناتها، وعادة ما تكون على مساحات 6 إلى 9 هكتار. بينما نطاق منازل الذكور تترواح على مساحات 9 إلى 40 هكتار لكى يستوعب عدد الأناث، ويدافع كلا الجنسين على نطاق منازلها بكل قوة ضد المتعدين من نفس الجنس. وقدرت أن الكثافة التوزيعية للبوتو من 8 إلى 10 بوتو لكل كيلو متر مربع

## الاتصال والإدراك
يستخدم البوتو الإشارات الكيميائية في التواصل على نطاق واسع. فهي تترك مسارات من البول وإفرازات من الغدد الموجودة تحت الذيل على فروع الأشجار، لتكون كعلامة على منطقتها ولتوصيل المعلومات التناسلية والرغبات الجنسية في التكاثر. وتفرز أيضاً إفرازات غددية سامة لردع الحيوانات المفترسة. وقد لاحظ بعض العلماء أن للبوتو رائحة مميزة تشبه لحد كبير رائحة الكاري. ولدى البوتو أصوات عديدة وأكثر الصوات شيوعاً هو صوت مناداة الأنثى على صغيرها الذي يشبه نطق كلمة "سَك“.

## السلالات
- برودايتكز بوتو. إدواردزى (Perodicticus potto ssp. edwardsi)
- برودايتكز بوتو. إيبيانيس (Perodicticus potto ssp. ibeanus)
- برودايتكز بوتو. بوتو (Perodicticus potto ssp. potto)
- برودايتكز بوتو. ستوكليا (Perodicticus potto ssp. stockleyi)

## المفترسات
يستخدم البوتو إستراتيجية التمويه في مواجهة المفترسات. وتمثل أسلوب التخفي لدى البوتو في نشاطه الليلي وصغر حجم جسده، والتخفي اللوني ومستخدما التواصل الصوتي الهادئ، والحفاظ على صغر مجموعاتها، ويمتلك البوتو قدرة على البقاء معلقاً على فروع الشجار لفترات طويلة جداً دون كلل أو تعب. فهو يتنقل ببطء بشكل ثابت وصامت، وكذلك عادة ما يبقى مختبأ في غطاء نباتي كثيف، وذلك حتى لا يكتشف من قبل الحيوانات المفترسة.
ويمتلك البوتو وضعية دفاعية إذا ما واجهه أحد المفترسات، وذلك عن طريق إمساك أحد الأفرع بأطرافه الأربعة، ثم يقوم بطي رأسه إلى أسفل بين طرفيه الأماميين، ثم يقوم بعمل درع حِمائي، ثم يكشف عن أنيابه ثم يعض مراراً وتكراراً. فإذا لم ينسحب المفترس، فيتقدم البوتو محاولًا ضربه لإيقاعه من الفرع، هو واحد من عدد قليل من سلافاء القردة الليلية الذي لا يستخدم القفز كأسلوب للهرب من الحيوانات المفترسة.
ومن المفترسات التي يهدد البوتو قط الزباد، على الرغم من أنه ثامر بالأساس.

## الغذاء
البوتو حيوان ثامر في المقام الأول، لكنها في بعض الأوقات تتغذى على الحيوانات والنباتات الصمغية، وذلك بسبب وجود اختلافات موسمية في توفر الغذاء، ففي موسم الجفاف تتناول الصمغيات النباتية، بينما في مواسم الأمطار، تتوافر الفواكه والفرائس الحيوانية بشكل كبير. تأكل البوتو الفواكه من أجناس الباريناري والميريانسس والميوزانجا واللبخ. وتأكل بحركة بطيئة المفصاليات أو الحشرات التي تجدها الحيوانات الأخرى غير مستساغة من أمثال النمل والخنافس كريهة الرائحة واليسروع والدودة الألفية السامة والعناكب. ويأكلون أيضا القواقع والبزاق والبيض والفطريات، ويرقات الحشرات. وأحياناً تأكل فرائس فقارية صغيرة مثل الخفافيش والطيور.
ولقد وجودت أنواع أخرى منافسة للبوتو في الغذاء من أمثال الجلاجو. مما أدى إلى تكيف البوتو على أكل الطمعة التي لا تستساغها الحيوانات الأخرى، فلذلك طور فكيها ليصبحا أقوى وأكبر من أجل أكل الفواكه وقطع النباتات الصمغية الكبيرة وتحدد مكان الحشرات عن طريق روائحها ثم تنقض عليهم بسرعة بمخالبها وفمها. ويساعدها الانخفاض في أصابع السبابة على الألمام بالفريسة والتقاطها. ولدى البوتو معدة قابلة للتمدد بشكل كبير، مما يسمح لها بتناول كميات كبيرة من الطعام وبإمكانها أن تحوي في معدتها على ما يصل إلى 8 في المئة من وزن جسمها. هذا يقلل من فرص تعرضها للافتراس عن طريق السماح بتناول الطعام بسرعة من ثمار الأشجار، ثم تراجع إلى الأشجار ذات الأوراق الكثيفة للهضم والراحة.

## منافعه

### النظام البيئي
كأي مخلوق تؤثر البوتو على النظام البيئي فلها أثرها الفعال في نثر البذور. كما أنها تشكل مصدرا للحوم للحيوانات المفترسة.

### على الإنسان
يتم اصطياد البوتو من قبل الإنسان من أجل لحومها، وأحياناً يتم استغلالها في تجارة الحيوانات الأليفة.